# 木林優
木林 優（きばやし ゆう、2002年3月30日 - ）は、東京都出身のバスケットボール選手。B.LEAGUEのレバンガ北海道に所属している。ポジションはパワーフォワード。

## 経歴
福岡大学附属大濠高等学校では3年時に出場した第72回全国高等学校バスケットボール選手権大会で準優勝し、大会ベスト5に選出された。

高校卒業後は筑波大学に進学。
2023年12月29日に特別指定選手として長崎ヴェルカに加入した。
Bリーグ初出場は2024年1月27日の長崎ヴェルカ対三遠ネオフェニックス戦、初得点もその試合で3Pシュートだった。
特別指定選手期間の明けた2024シーズンからも引き続き長崎ヴェルカでプレーする。
2025年オフ、レバンガ北海道に移籍。

## 代表歴
2021年のFIBA U19 ワールドカップ、2023年のFISUワールドユニバーシティゲームズ、李相佰杯争奪日韓学生バスケットボール競技大会で日本代表に選出された。

## 個人成績

### B.LEAGUE

#### レギュラーシーズン
| シーズン   | チーム | GP | GS | MPG   | FG%  | 3P%  | FT%  | RPG | APG | SPG | BPG | TO  | PPG |
| ---------- | ------ | -- | -- | ----- | ---- | ---- | ---- | --- | --- | --- | --- | --- | --- |
| B1 2023-24 | 長崎   | 11 | 0  | 05:23 | .235 | .143 | .500 | 1.0 | 0.0 | 0.1 | 0.0 | 0.0 | 1.0 |
| B1 2024-25 | 長崎   | 20 | 0  | 03:31 | .273 | .000 | .300 | 0.5 | 0.1 | 0.1 | 0.1 | 0.4 | 0.5 |